# Ozerailles
Ozerailles is een gemeente in het Franse departement Meurthe-et-Moselle (regio Grand Est) en telt 134 inwoners (1999).
De gemeente maakt deel uit van het arrondissement Briey en sinds 22 maart 2015 van het kanton Pays de Briey. Daarvoor hoorde het bij het kanton Conflans-en-Jarnisy, dat op die dat opgeheven werd.

## Geografie
De oppervlakte van Ozerailles bedraagt 6,4 km², de bevolkingsdichtheid is 20,9 inwoners per km².
De onderstaande kaart toont de ligging van Ozerailles met de belangrijkste infrastructuur en aangrenzende gemeenten.

## Demografie
Onderstaande figuur toont het verloop van het inwonertal (bron: INSEE-tellingen).